# La Palma (El Salvador)
La Palma é um município do departamento de Chalatenango, em El Salvador. Sua população estimada em 2006 era de 24 000 habitantes.

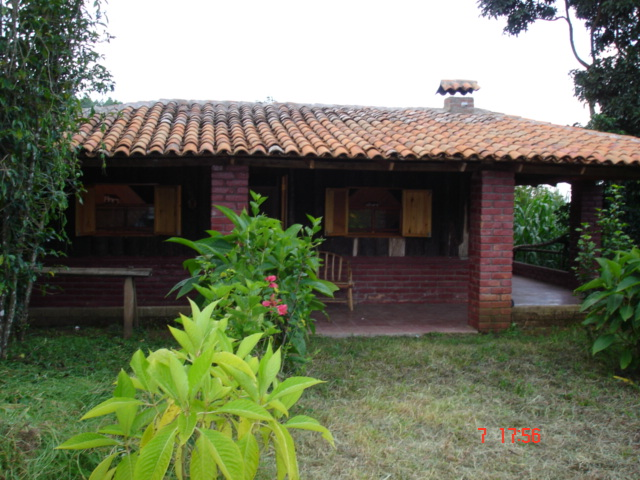
Casa de campo no cantão de Los Planes.